# Indfaldsvinkel
|  | For "Angle-of-Attack" indenfor flyvning, se Indfaldsvinkel (fly). |
Indfaldsvinklen for mange objekter er ofte lig med udfaldsvinklen. En billard-kugle, vil ramme siden af billardbordets kanter med en vinkel på fx 45 grader. Når den bliver fjedret ud igen, vil udfaldsvinklen være lig med indfaldsvinklen, altså lig med 45 grader. Indfaldsvinkel = udfaldsvinkel. Dette gælder også for lysets refleksion i et spejl o.lign., en hoppebold.